# Leasingthorne
Leasingthorne – wieś w Anglii, w hrabstwie Durham. Leży 13 km na południe od miasta Durham i 364 km na północ od Londynu.